# Grays Peak
Grays Peak je nejvyšší hora pohoří Front Range ve Skalnatých horách.
Leží na severu Colorada, jižně od Národního parku Skalnaté hory, přibližně 75 km západně od Denveru. Grays Peak je desátou nejvyšší horou v Coloradu a dvacátou pátou ve Spojených státech.
Prvovýstup podnikl v roce 1861 botanik Charles Christopher Parry a pojmenoval horu podle svého učitele Asy Graye. Název se píše bez apostrofu, aby se dal lépe přečíst na mapě.